# Владимирово (Добрицька область)
Владими́рово (болг. Владимирово) — село в Добрицькій області Болгарії. Входить до складу общини Добричка.

## Населення
За даними перепису населення 2011 року у селі проживали 256 осіб, з них 252 особи (99,6%) — болгари.
Розподіл населення за віком у 2011 році:
Динаміка населення: